# Toná
Die Toná ist eine andalusische Gesangsform im Flamenco ohne Gitarrenbegleitung. Sie gilt als Urform, als erster Palo, laut Caballero als Kristallisationspunkt des Flamenco, bevor er sich entwickelte und verbreitete.

## Geschichte
Toná ist die andalusische Form des  Wortes Tonada („Lied, Weise“). Diese traditionelle Liedform war vom 17. bis ins 19. Jahrhundert in Spanien populär. Es ist jedoch umstritten, ob über diese reine Namens-Übereinstimmung hinaus eine Kontinuität von der Tonada zur Toná besteht. Der Musikwissenschaftler Manuel García Matos sieht eine solche Kontinuität in mehreren Tonadas und Tonás, deren Namen sich entsprechen. Es ist jedoch unsicher, ob diese Stücke auch jeweils musikalisch einander entsprechen, da die Tonás des entsprechenden Namenspaares verloren gingen. Der unterschiedliche musikalische Charakter von Gitano-Musik und anderer spanischer Folklore lässt dies eher unwahrscheinlich erscheinen.
Die Toná gilt als archaische, primitive Form. Schon 1881 nannte Demófilo die Tonás „alte Lieder, kaum mehr in Gebrauch“. Erstmals erwähnte sie Serafín Estébanez Calderón 1831; er nannte sie Tonadas de Sevilla. Das lässt darauf schließen, dass sie in Triana entstanden. Domingo Manfredi Cano behauptete, ohne seine Gründe zu nennen, dass Tonás ursprünglich als Begleitung zum Tanz gesungen wurden, sich dann aber als eigenständige Gesangsform davon gelöst hätten. 1969 präsentierten José Blas Vega und Manuel Ríos Ruiz 30 Tonás. Die ältesten vier davon werden Tío Luis el de la Juliana zugeschrieben, einem Mitte des 18. Jahrhunderts geborenen Sänger.
Wie andere Cantes primitivos wurde auch die Toná ohne Gitarrenbegleitung gesungen.

## Varianten
Die Toná stand in enger Beziehung zur Liviana. Demófilo präsentierte 1881 eine Sammlung von 26 Gesängen mit dem Titel Tonás y Livianas. 
Der Autor José Manuel Caballero Bonald bezog die vier Tonás litúrgicas ein, die am Gründonnerstag traditionell in La Puebla de Cazalla (Provinz Sevilla) gesungen wurden. Sie handeln von Judas, von Pilatus, vom Engel und vom Garten Gethsemane. Er vermutete, dass es regionale Varianten der Tonás gab, die nicht nur von Gitanos gesungen wurden.
Möglicherweise entwickelten sich auch die Carceleras aus Tonás, die im Gefängnis gesungen wurden, ebenso wie die Martinetes 

## Verse
Auch wenn angezweifelt wird, dass die Tonás in der Gitano-Kultur der „andalusischen Zigeuner“ ihre Wurzeln haben, wie 1963 noch der Journalist Molina und der Sänger Antonio Mairena schrieben, so ist doch evident, dass die Calé die meisten ihrer Interpreten stellten und stellen. Die Inhalte der sogenannten Tonás gitanas spiegeln die schwierigen Lebensumstände der Gitanos wider, die Diskriminierung, die Verfolgung, die Haft in Gefängnissen. Eine typische Strophe ist diese:
Los gerés por las esquinas

con velones y farol

en voz alta se decían

mararlo que es calorró.
Die Gerés an den Ecken

mit Umhang und Puffärmeln

sagten einander mit lauter Stimme

der Calorró soll getötet werden.
Caballero Bonald schrieb:

«En la toná se resume toda esa patética crónica de miserias, cárceles y atropellos en que se debatían los gitanos andaluces.»

„In der Toná verdichtet sich diese ganze pathetische Chronik von Elend, Gefängnis und Demütigung, gegen die die andalusischen Gitanos ankämpften.“

## Musikalische Merkmale
Wie bei vielen anderen Palos orientiert sich die Interpretation der Toná an der andalusischen Kadenz. Bestimmte Abwandlungen, beispielsweise Martinetes, werden in Dur gesungen. Da die Toná a cappella gesungen wird, richtet sich der Grundton nach der Stimmlage der Sängerin oder des Sängers. Der Rhythmus (compás) entspricht dem der Seguiriya.